# José Villaverde Velo
José Villaverde Velo, (Santiago de Compostela, 1894 -24 de septiembre de 1936) fue un tallista de profesión y anarcosindicalista de Galicia, España, Secretario general de la Confederación Regional Galaica de la Confederación Nacional del Trabajo (CNT) entre 1931 y 1933.

## Biografía
Trabajó en sus primeros años como tallista de imágenes religiosas, estando presente desde joven en el movimiento sindical. Con 15 años participó en la Federación Local de Sociedades Obreras de Santiago, y con 21 presidió la Sociedad de Carpinteros y Ebanistas.
Entre 1918 y 1930 vivió en Vigo, donde intimó con Ricardo Mella. Convertido en carpintero de ribera, tuvo distintos cargos en la Unión General de Trabajadores (UGT). Después se vinculó con el semanario Solidaridad Obrera y en la consolidación del sindicato anarcosindicalista CNT en Vigo. Al tiempo dirigió el periódico ¡¡Despertad!! y coincidió en el grupo libertario Solidaridad con Ángel Pestaña y Joan Peiró, partidarios como él de un anarcosindicalismo moderado, lejos de las ideas más radicales de la Federación Anarquista Ibérica (FAI). En 1930 escribió el epílogo de la obra Problemas del Sindicalismo y del Anarquismo, del propio Peiró. También colaboró en los periódicos La Calle, CNT y Combate Sindicalista (de Valencia).
Creó, junto con el patrón coruñés Manuel Montes, la Federación Nacional de la Industria Pesquera, y tras ser elegido director de Solidaridad Obrera en su edición gallega, se trasladó a vivir a La Coruña. Allí fue elegido Secretario general de la Confederación Regional Galaica (CRG) poco después de proclamarse la Segunda República. Durante su mandato el número de afiliados de la CRG pasó de 13.000 a 33.000 afiliados. Fue depuesto en su cargo en 1933 por la oposición de la militancia más radical. En 1934, Ángel Pestaña intentó integrarlo en el Partido Sindicalista, pero se negó.

### Golpe de julio de 1936
Con el golpe de Estado de julio de 1936 que dio lugar a la Guerra Civil, José Villaverde fue detenido y encarcelado. En septiembre de 1936 fue fusilado al negarse a liderar los nuevos sindicatos falangistas.